# U-Bahn-Station Lerchenfelder Straße
Die Station Lerchenfelder Straße ist eine ehemalige U-Bahn-Station der Wiener U-Bahn-Linie U2 und befindet sich an der Grenze zwischen dem 1., 7. und 8. Wiener Gemeindebezirk. Sie liegt direkt unter dem Straßenzug Auerspergstraße / Museumstraße zwischen den Stationen Rathaus und Volkstheater. Die Station verfügte über zwei Seitenbahnsteige und Ausgänge zum Schmerlingplatz im 1. Bezirk und zur Lerchenfelder Straße, der Grenze zwischen 7. und 8. Bezirk. Es bestand Umsteigemöglichkeit zur Straßenbahnlinie 46 in Richtung Dr.-Karl-Renner-Ring bzw. Joachimsthalerplatz. Diese Straßenbahnhaltestelle wurde nach der Auflassung der U-Bahn-Station in Auerspergstraße umbenannt.
In unmittelbarer Nähe der ehemaligen U-Bahn-Station befinden sich im 8. Bezirk das Palais Auersperg und im 1. Bezirk der Justizpalast. 

## Geschichte

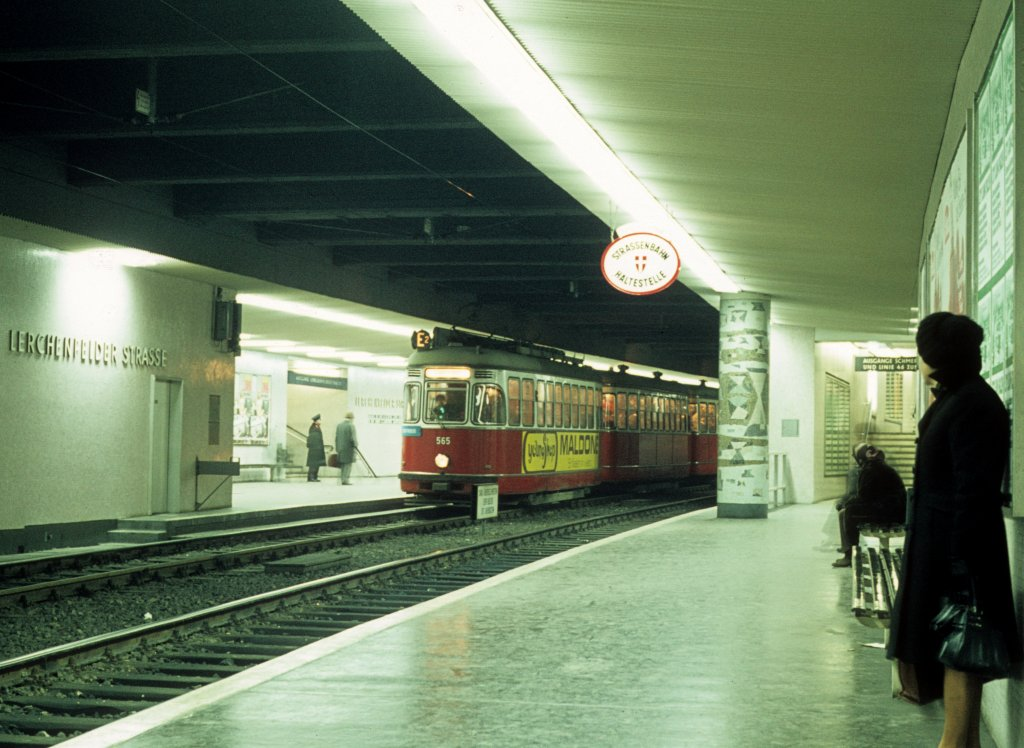
Ustrab-Station Lerchenfelder Straße vor der Adaptierung für die U2

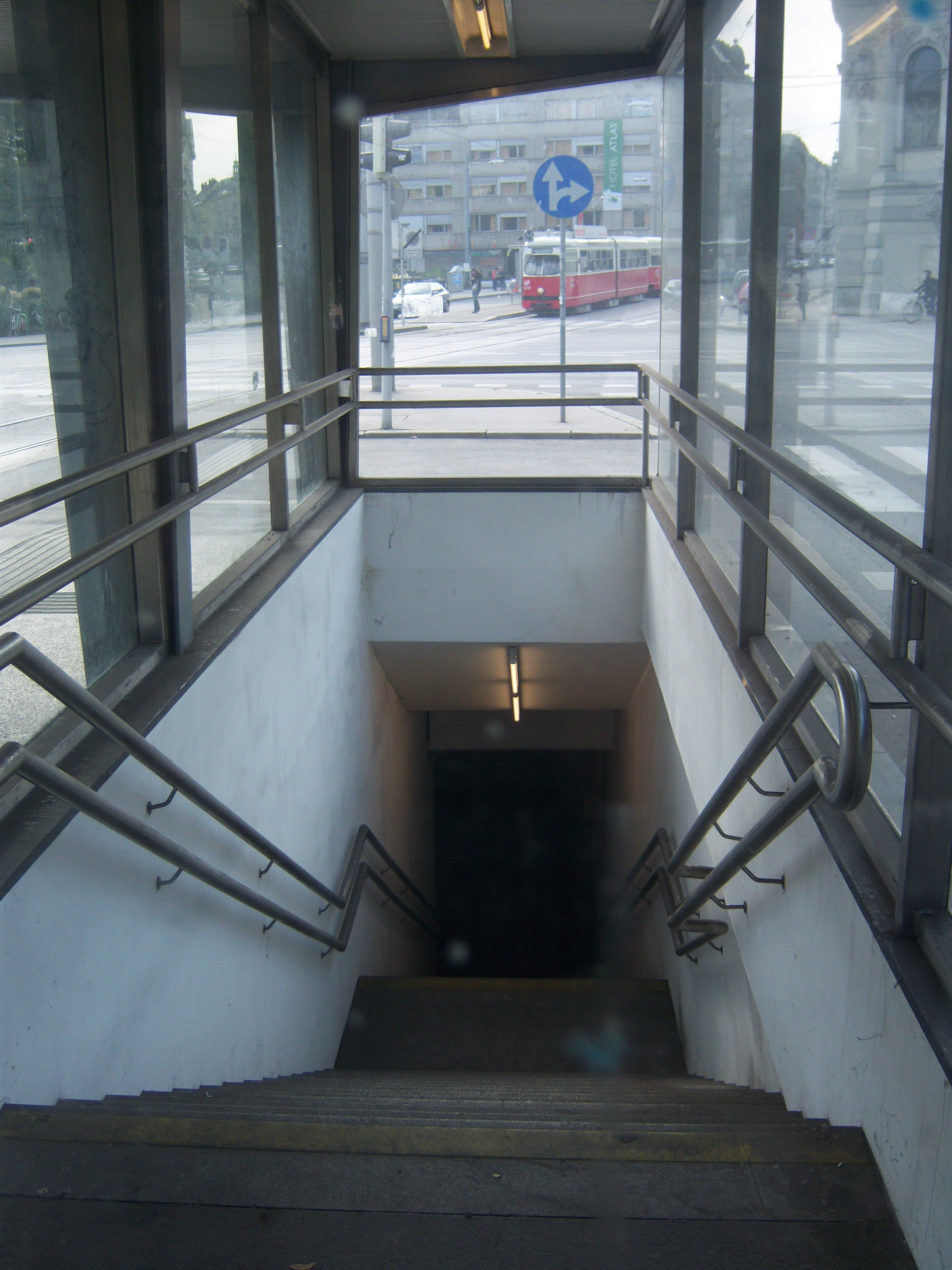
Eingang zur ehemaligen U-Bahn-Station Lerchenfelder Straße

Die Station wurde am 8. Oktober 1966 als Haltestelle der Unterpflasterstraßenbahn eröffnet und von den Zweierlinien E2, G2 und H2 eingehalten. 1968 fasste der Gemeinderat den Beschluss zum Bau des U-Bahn-Grundnetzes, zu dem diese Strecke gehörte; sie sollte für den U-Bahn-Betrieb umgerüstet werden. Nach Einstellung des Straßenbahnbetriebs Ende Juni 1980 wurde die Station am 30. August 1980 als U-Bahn-Station der neuen U-Bahn-Linie U2 wiedereröffnet.
In den Jahren 2000 bis 2002 erfolgte der Umbau der Bahnsteige aller Stationen der Linie U2 (ausgenommen dieser) für den Betrieb mit Langzügen in Hinblick auf die Verlängerung der U2 in Richtung Stadion. Da die Bahnsteige der wichtigen U-Bahn-Station Volkstheater, Verknüpfung mit der U3, von 75 Meter in Richtung der Station Lerchenfelder Straße auf 115 Meter verlängert werden sollten, wodurch sich der ohnehin kurze Stationsabstand weiter verkleinert hätte, entschloss man sich, die Station Lerchenfelder Straße aufzulassen. Dies erfolgte am 27. September 2003.
Als Ersatz steht die nur 200 Meter entfernte Station Volkstheater zur Verfügung. Die Verkleidungselemente, Stationsschilder und Sitzbänke wurden entfernt, die Bahnsteige sind jedoch noch vorhanden und beim Durchfahren erkennbar. Die Räumlichkeiten werden nun für sicherheitstechnische Einrichtungen verwendet.

## Ausgestaltung

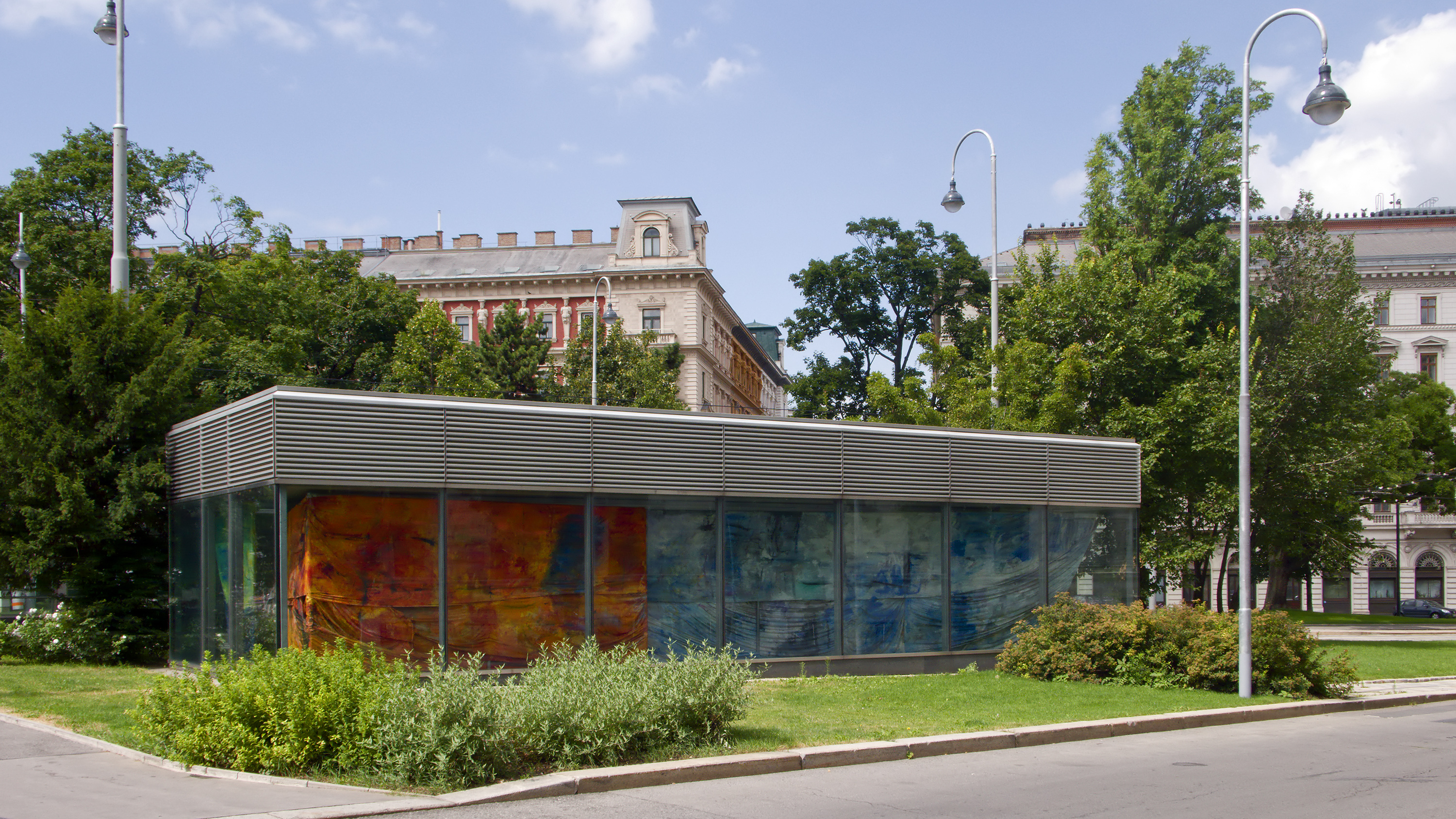
U-Bahn-Kunst am Schmerlingplatz

Am Westrand des Schmerlingplatzes wurde 2005 ein Lüftungsbauwerk der U2 als Kunstwerk mit dem Titel Jahreszeiten adaptiert. Das Bauwerk wurde vom Architekten Klaus Schlauss mit Glas ummantelt. Hinter die Glasflächen hängten die Künstler Cécile Nordegg und Jonathan Berkh bemalte Tücher und Papierbögen. Die starkfarbigen Flächen sollen vegetabile Assoziation wecken und an Landschaften erinnern.